# Danilo Colombo
Danilo Colombo (Turbigo, 17 agosto 1935 – Turbigo, 11 ottobre 2003) è stato un allenatore di calcio e calciatore italiano, di ruolo centrocampista e difensore.

## Carriera

### Giocatore
Cresce nel settore giovanile della Pro Patria, per poi vestire le maglie di Cinella (nella stagione 1950-1951) e Turbighese (dal 1951 al 1954). Nella stagione 1954-1955 fa parte della rosa della Pro Patria, impegnata nel campionato di Serie A, senza tuttavia mai scendere in campo; nella stagione 1956-1957 segna 11 reti in 28 presenze con la maglia del Corbetta in IV Serie. Torna quindi alla Pro Patria, con cui esordisce in prima squadra all'età di 22 anni nella stagione 1957-1958 in Serie C: in questo suo primo campionato tra i professionisti gioca stabilmente da titolare, disputando 34 partite. Anche nella stagione 1958-1959 con 30 presenze risulta essere il giocatore più utilizzato dalla Pro Patria. Continua a giocare in terza serie nella stagione 1959-1960, nella quale pur disputando una sola gara conquista la promozione in Serie B. Fa il suo esordio in seconda serie nella stagione 1960-1961, nella quale gioca 3 partite; fa parte della rosa della squadra bustocca anche nella stagione 1961-1962 e nella stagione 1962-1963, nel corso delle quali gioca in tutto ulteriori14 partite in Serie B.
Nell'estate del 1963 passa al Novara, dove nella stagione 1963-1964 gioca 13 partite in Serie C; anche nella stagione successiva gioca 13 partite, conquistando la seconda promozione in Serie B della sua carriera. A partire dalla stagione 1965-1966 e fino al termine della stagione 1967-1968 milita in seconda serie con il Novara: nella sua prima stagione gioca 8 partite, mentre nella stagione 1966-1967 gioca 34 delle 38 partite di campionato, per poi chiudere la carriera con un'ulteriore presenza nella stagione 1967-1968.
In carriera ha giocato complessivamente 62 partite in Serie B e 91 partite in Serie C.

### Allenatore
Nella stagione 1978-1979 ha lavorato come allenatore in seconda nel Novara, nel campionato di Serie C1.

## Palmarès

### Giocatore

#### Competizioni nazionali
- Serie C: 2

Pro Patria: 1959-1960
Novara: 1964-1965